# Örjan Persson (fotbollsspelare)
Per Örjan Persson, född 27 augusti 1942 i Uddevalla, uppvuxen på Smögen, svensk fotbollsspelare, ytter.
Örjan Persson var proffs i skotska Dundee United och Rangers. I Sverige spelade han för Örgryte IS och var med vid VM i Mexiko 1970 och VM i Västtyskland 1974. Örjan Persson var en vänsterytter av den gamla sorten, vilket innebär att han höll sin kant och slog fina inlägg med sin känsliga vänsterfot. Persson gjorde sin första landskamp 19 juni 1962 mot Finland (3-0).
Persson kom till Dundee United som en av fem skandiaviska importer av lagets manager Jerry Kerr. Persson kom till Dundee United och Tannadice Park från Örgryte IS 2 december 1964 och var den förste icke brittiska spelaren i klubben. Då allsvenskan inte var en proffsliga behövde Dundee inte betala någon transfersumma. Örjan Persson spelade 101 matcher och gjorde 17 mål under sin tid i Dundee innan han gick till Rangers.
Persson avslutade karriären i IF Väster och gjorde föreningens första mål i seriesammanhang 1980 i div IX Göteborg.

## Meriter
- A-landskamper: 48 (1962-1974)
- VM i fotboll: 1970, 1974